# Tecnología musical (mecánica)

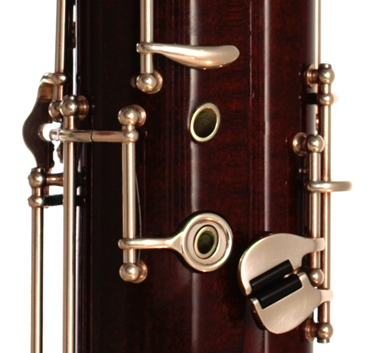
El fagot moderno sólo era factible como un instrumento cuándo la tecnología desarrolló la mecánica para crear los precisos mecanismos necesarios. En los 2010s, flautas, clarinetes y muchos otro instrumentos de viento utilizan mecanismos de llaves similares.

La tecnología musical mecánica es el uso de cualquier dispositivo, mecanismo, máquina o herramienta por parte de un músico o compositor para hacer o interpretar música; para componer, anotar, reproducir o grabar canciones o piezas; o para analizar o editar música. Las primeras aplicaciones conocidas de la tecnología a la música fueron el uso de una herramienta por parte de los pueblos prehistóricos para perforar agujeros en los huesos con los cuales hacer flautas simples. Los antiguos egipcios desarrollaron instrumentos de cuerda, como arpas, liras y laúdes, que requerían hacer cuerdas delgadas y algún tipo de sistema de clavijas para ajustar el tono de las cuerdas. Los antiguos egipcios también usaban instrumentos de viento como clarinetes dobles e instrumentos de percusión como platillos. En la antigua Grecia, los instrumentos incluían los aulos de doble caña y la lira. En la Biblia se hace referencia a numerosos instrumentos, incluidos el cuerno, la pipa, la lira, el arpa y la gaita . Durante los tiempos bíblicos, también se usaban cornetas, flautas, cuernos, órganos, pipas y trompetas. Durante la Edad Media, la notación musical escrita a mano fue desarrollada para escribir las notas de las melodías religiosas Plainchant ; Esta notación permitió a la iglesia católica difundir las mismas melodías de canto en todo su imperio. 
- Datos: Q25339788